# Vila Mezivrší 41
Vila Mezivrší 41 je rodinný dům v Praze 4-Braníku, který stojí v horní části ulice Mezivrší. Je chráněna jako nemovitá kulturní památka České republiky.

## Historie
Pozdně klasicistní vila pochází z druhé poloviny 19. století. Byla postavena v místech starší usedlosti. Roku 1958 získala památkovou ochranu do které patří vlastní vila, spodní část zahrady a oplocení.

## Popis
Dům na obdélném půdorysu má valbovou střechu a čtyři průčelí o třech okenních osách. Fasáda mezi patry je ozdobena kordonovou profilovanou římsou a uliční průčelí zdvojeným nízkým trojúhelným štítovým nástavcem se zubořezem. Nároží vily zdůrazňují pilastry a vložené polosloupy. Lizéna rámuje všechna okna a klenák s drobným maskaronem doplňuje vstupní dveře.
Zahrada kolem vily je řešena na dvou výškových úrovních. Zčásti zatravněná plocha je osázena staršími ovocnými stromy. Pozemek chrání dřevěný plaňkový plot s nízkou zděnou podezdívkou a zděnými pilíři s hlavicemi.